# Bowmans kapsel

Schematisk bild av glomerulus med Bowmans kapsel runtomkring.

Glomerulus i njuren. A - njurkropp B - Proximala tubuli C - Distala tubuli D - Juxtaglomerulära apparaten
1. Basalmembran
2. Bowmans kapsel - parietala lagret
3. Bowmans kapsel - viscerala lagret
3a. Pediklar (podocyternas fotutskott)
3b. Podocyter
4. Bowmans space
5a. Mesangial cell – Intraglomerulär cell
5b. Mesangial cell – Extraglomerulär cell
6. Juxtaglomerulära cell
7. Macula densa
8. Myocyt (glatt muskulatur)
9. Afferent arteriol
10. Glomerulus kapillärer
11. Efferent arteriol

Bowmans kapsel är första delen av njurens nefronrör. Kapseln består av två lager. Det parietala lagret består av enkelt skivepitel och det viscerala lagret består av podocyter. Inuti kapseln finns ett kapillärnät, som heter glomerulus, där den första grovfiltreringen av blodet görs. Primärurinen som bildas samlas upp i kapseln och åker på grund av trycket av ny vätska in i nefronröret där ny filtrering görs för att det slutligen skall bildas sekundärurin.
Det finns cirka en miljon nefron i var njure, och varje nefron har en Bowmans kapsel. Eftersom det är här filtreringen görs så är det även en del av kroppens homeostatiska mekanism, både när det gäller salt-, vatten- och mineralbalansen. Genom nefronröret åker primärurinen sedan vidare till Henles slynga där reabsorption sker.